# María Quintanal
María Quintanal Zubizarreta (née le 17 décembre 1969 dans la province de Biscaye) est une tireuse sportive espagnole, spécialiste de la fosse olympique. 
Elle est médaillée d'argent aux Jeux olympiques d'été de 2004 à Athènes.